# Donny Robinson
Donald "Donny" Robinson (Napa, Califòrnia, 17 de juny de 1983) és un ciclista estatunidenc especialitzat en BMX.
Va guanyar la medalla de bronze als Jocs Olímpics de 2008 per darrere del letó Māris Štrombergs i dels seu compatriota Mike Day. També ha guanyat dos Campionats del món.

## Palmarès
- 2001
  -  Campió del món júnior en BMX
  -  Campió del món júnior en BMX - Cruiser
- 2006
  -  Campió del món en BMX - Cruiser
  - 1r a la Copa del món de BMX
- 2008
  -  Medalla de bronze als Jocs Olímpics de Pequín en BMX
  - 1r a la Copa del món de BMX
- 2009
  -  Campió del món en BMX